# Renin-angiotensin-aldosteron-systemet
Renin-angiotensin-aldosteron-systemet (i forkortet form RAAS) eller renin-angiotensin-systemet (i forkortet form RAS) er et blodtryks- og væskeregulerende system i menneskekroppen.
Overalt i blodet findes det inaktive enzymforstadie, peptidet angiotensinogen.
Når der opstår enten blodtryksfald, fald i blodplasma- eller ekstracellulærvæsken, lavt indhold af natrium i blodet eller højt indhold af kalium i blodet, frigiver nogle celler i det juxtaglomerulære apparat i nyrerne enzymet renin.
Renin spalter derefter den ene ende af peptidet angiotensinogen(485 aminosyrer), som dermed bliver til et andet inaktivt enzym, nemlig decapeptidet angiotensin I.
Angiotensin I føres med rundt i kredsløbet til lungernes kapillærer, hvor det proteolytiske enzym ACE (Angiotensin Konverterende Enzym) i karvæggen omdanner det inaktive angiotensin I til det aktive hormon angiotensin II, som er et octapeptid.
Angiotensin II fortsætter rundt i hele kroppen via blodbanen og indvirker på arteriolernes glatte muskelceller. Således får hormonet angiotensin II blodkarrene til at trække sig sammen, og denne karsammentrækning medfører en stigning i blodtrykket.
Derudover når angiotensin II via blodbanen frem til binyrebarken, hvor det stimulerer til frigivelse af hormonet aldosteron. Med blodbanen bliver aldosteron ført til nyrernes urinsamlerør (tubuli), hvor det øger tilbagesugningen af vand og natrium fra urinsamlerørene tilbage til blodbanen. Dette giver en øget væskemængde i blodbanen, hvilket også er med til at sikre en stigning i blodtrykket.
Samtidig udskiller hormonet aldosteron også kalium fra blodbanen ud i urinsamlerørene.